# Смирнов, Леонид Иосифович
Леонид Иосифович Смирнов (1889—1955) — советский учёный-медик и педагог, основоположник советской нейрофизиологии, доктор медицинских наук (1933), профессор (1933), член-корреспондент АМН СССР (1946).

## Биография
Родился 8 марта 1889 года в Солигаличе (ул. Бульварная, 5) в многодетной семье (в семье было восемь детей) настоятеля Солигаличского собора Рождества Пресвятой Богородицы, священника Иосифа Сергеевича Смирнова. Мать: Смирнова (урожденная Крутикова) Александра Евгеньевна — дочь чиновника, которая по рождению принадлежала к духовному званию. Отец: Смирнов Иосиф Сергеевич — протоиерей, репрессирован и приговорен к расстрелу, как "виновник контрреволюционного восстания", реабилитирован 4 июля 1996 года  Прокуратурой Костромской области по 1918 году репрессий и причислен к лику новомучеников и исповедников Российских в августе 2000 года на Архиерейском Соборе Русской Православной Церкви. Женат. Супруга: Смирнова Екатерина Константиновна. Дети: Иосиф.
С 1900 по 1905 год обучался на физико-математическом факультете Петербургского университета, с 1910 по 1915 год на медицинском факультете Московского университета.
С 1915 по 1920 год под руководством В. А. Муратова и Г. И. Россолимо на научно-исследовательской работе в Петербургской клинике нервных болезней в должности ординатора. С 1920 по 1933 год на клинической работе в Курской больнице в должности заведующего нервным отделением, Киевской психиатрической больницы в должности прозектора и на научно-исследовательской работе в Клинике нервных болезней Киевского института усовершенствования врачей в должности — заведующего гистологической лабораторией.
С 1933 по 1938 год на научно-педагогической работе в психоневрологическом факультете 2-го Харьковского медицинского института в должности — заведующего кафедрой патологической анатомии и одновременно с этим работал в Психоневрологической академии в должности прозектора. В 1938 году по предложению H. Н. Бурденко был переведён в Москву и с 1938 по 1955 год на научно-исследовательской работе в Центральном нейрохирургическом институте в должности — заведующего морфологическим отделением.

### Научно-педагогическая деятельность
Основная научно-педагогическая деятельность Л. И. Смирнова была связана с вопросами в области нейрофизиологии, морфологии психических заболеваний, в том числе шизофрении, изучал вопросы в области топографии, гистогенеза и гистологии мозговых оболочек, а так же опухолей спинного и головного мозга. Под руководством Л. И. Смирнова разрабатывались фундаментальные исследования проблем травмы мозга, где впервые была показана закономерная последовательность развития патологических процессов в головном мозге после черепно-мозговой травмы.
В 1933 году он защитил диссертацию на учёную степень доктор медицинских наук и ему было присвоено учёное звание — профессор. В 1946 году был избран член-корреспондентом АМН СССР. Под руководством Л. И. Смирнова было написано около восьми научных трудов, в том числе шести монографий, в том числе «Патологическая анатомия и патогенез травматических заболеваний нервной системы» (1947—1949) и «Гистология, гистогенез и топография опухолей мозга» (1951).
Автор более 80 научных работ, в том числе 8 монографий (Сыпной тиф и нервная система, 1923; Морфология нервной системы. Глия и мезодерма,1935; Гистология, гистогенез и топография опухолей мозга, 1951; Опухоли головного и спинного мозга, 1962, и др.), получившие мировую известность.
Отличительная черта: Беззаветная любовь к своей профессии и науке, талантливость, доброжелательность, благородство, обладал широкой эрудицией в морфологии и смежных науках, чему способствовало знание немецкого, французского и английского языков, в меньшей степени итальянского и испанского; абсолютно лишен брезгливости (в одной авоське возил кастрюльку с кашей и фиксированные в формалине мозги, завернутые  в тряпку и газету), безразличен к своему внешнему виду, прическе, бородке и крайне небрежен в одежде.
Интересы, хобби: Поклонник Малого театра, особенно пьес А.Н.Островского, дома читал классику, предпочитал Лескова. Вместе с сотрудниками любил петь народные песни. Рыбалка.
Скончался 8 января 1955 года в Москве на 66-м году жизни, похоронен на Донском кладбище.